# Bear in Heaven
Bear in Heaven est un groupe de rock américain, originaire de Brooklyn, État de New-York. Conduit par Jon Philpot, il se nourrit d'influences diverses, principalement de musique psychédélique, d'electro et de krautrock. Le groupe se réclame, pêle-mêle, de Talk Talk, Nicodemus, Bernard Parmegiani, R. Kelly ou encore Lungfish, entre autres. 

## Biographie
Bear in Heaven est formé de quatre musiciens : Jon Philpot (chant, guitare et claviers), Joe Stickney (batterie), Adam Wills (guitare et basse) et Sadek Bazara (basse et claviers). Jon Philpot a auparavant fait partie du duo de musique expérimentale Presocratics, en collaboration avec le compositeur et guitariste Need Thomas Windham. Presocratics a sorti deux albums sous le label Table of the Elements en 2001 ; les deux ont été produits par Philpot.
Bear in Heaven est formé en 2002 : à ses débuts, il n'est formé que d'un seul membre : Jon Philpot. Son premier EP sort quelques mois plus tard, le 13 juillet 2004. Intitulé Tunes Nextdoor to Songs, il porte la marque de Philpot, qui s'entoure pour l'occasion de différents musiciens. Peu de temps après, Adam Wills, Sadek Bazarra, David Daniell (un des guitaristes du trio San Agustin) et le bassiste James Elliott (Ateleia, School of Seven Bells) se joignent à Philpot. Par la suite, le groupe est complété par Joe Stickney (Perpetual Groove). Daniell quitte le groupe en 2005 afin de se concentrer sur une carrière solo.
En 2006, Bear in Heaven enregistre un album live. Red Bloom of the Boom, premier album du groupe, sort en 2007 sous le label Hometapes. Elliott quitte à son tour le groupe à l'issue de l'enregistrement de ce premier opus afin de se consacrer à son propre projet musical, Ateleia, et au groupe School of Seven Bells.
Le 13 octobre 2009, le groupe sort Beast Rest Forth Mouth, distingué par Pitchfork dans la catégorie « Best new music », suivi de I Love You, It's Cool en 2012. Après le départ de Stickney en 2012, Philpot et Wills s'associent avec le batteur de session Jason Nazary pour un quatrième album, Time Is Over One Day Old, publié le 5 août 2014, encore une fois chez Dead Oceans/Hometapes.

## Discographie
- 2007 : Red Bloom of the Boom
- 2009 : Beast Rest Forth Mouth
- 2012 : I Love You, It's Cool
- 2014 : Time Is Over One Day Old